# 北京GNU/Linux用户组
北京GNU/Linux用户组（Beijing GNU/Linux User Group，通常缩写为“BLUG”）创立于2002年11月19日。成立以来经常出现在各大自由/开源相关社群中。BLUG 曾多次在国内国际获奖，比如2007年获得最佳软件自由日活动奖，2008年荣获CSDN颁发的“金牛奖” ，同年也获得 Linux Format 杂志评选的最佳Linux用户组。2016年春成为GNU用户组，并获准使用GNU的网站空间和邮件列表等功能。
自成立以来，BLUG以邀请过多位国际知名自由软件和开源软件名人参与活动，包括但不限于理查德·斯托曼、Ulrich Drepper、Mark Shuttleworth、Louis Suarez和Larry Wall等。
BLUG已经从一个单纯的月度线下聚会组织，演变成了集开发与推广自由软件、开发和推动自由硬件，倡导保护用户隐私，为人民争取数字自由权益为一体的综合性组织。北京GNU/Linux用户组开创的独立自主的社群建设风格，也影响并启发了包括北京GNOME用户组、GNOME.Asia等社区，以及北京的很多高校自由开源软件社团。与自由软件基金会、软件自由法律中心、软件自由保护组织、数字自由基金会和GNOME基金会等国际性组织有非常密切的合作。

## 活动
- 月度聚会：每月的第二个星期二，以话题讨论和技术分享为主的月度活动
- BLUG Tuesday：每周二举行的小型社交聚会
- 乐码周末（Hacking for Fun）：每月第三个周六的月度开发和分享活动，类似黑客松形式
- Guest in Town：会邀请在自由开源软件运动中有突出贡献的个人参与的见面会
- 其他特殊聚会，比如软件自由日、硬件自由日、教育自由日、文档自由日等等。